# Haga station
Haga station i Göteborg är en underjordisk järnvägsstation under byggnad för pendeltåg och regionaltåg som ingår i Västlänken. Vid den framtida stationen ligger Haga, Statsvetenskapliga institutionen vid Göteborgs universitet och Handelshögskolan - i närheten av Järntorget, Pustervik och Feskekörka. Stationen kommer att få två perronger och fyra spår vilka placeras under Haga kyrkoplan. Tre entréer byggs: mot Hagakyrkans spårvagnshållplats och Haga, mot Pustervik samt mot Handelshögskolan.

Hagakyrkan spårvagnshållplats
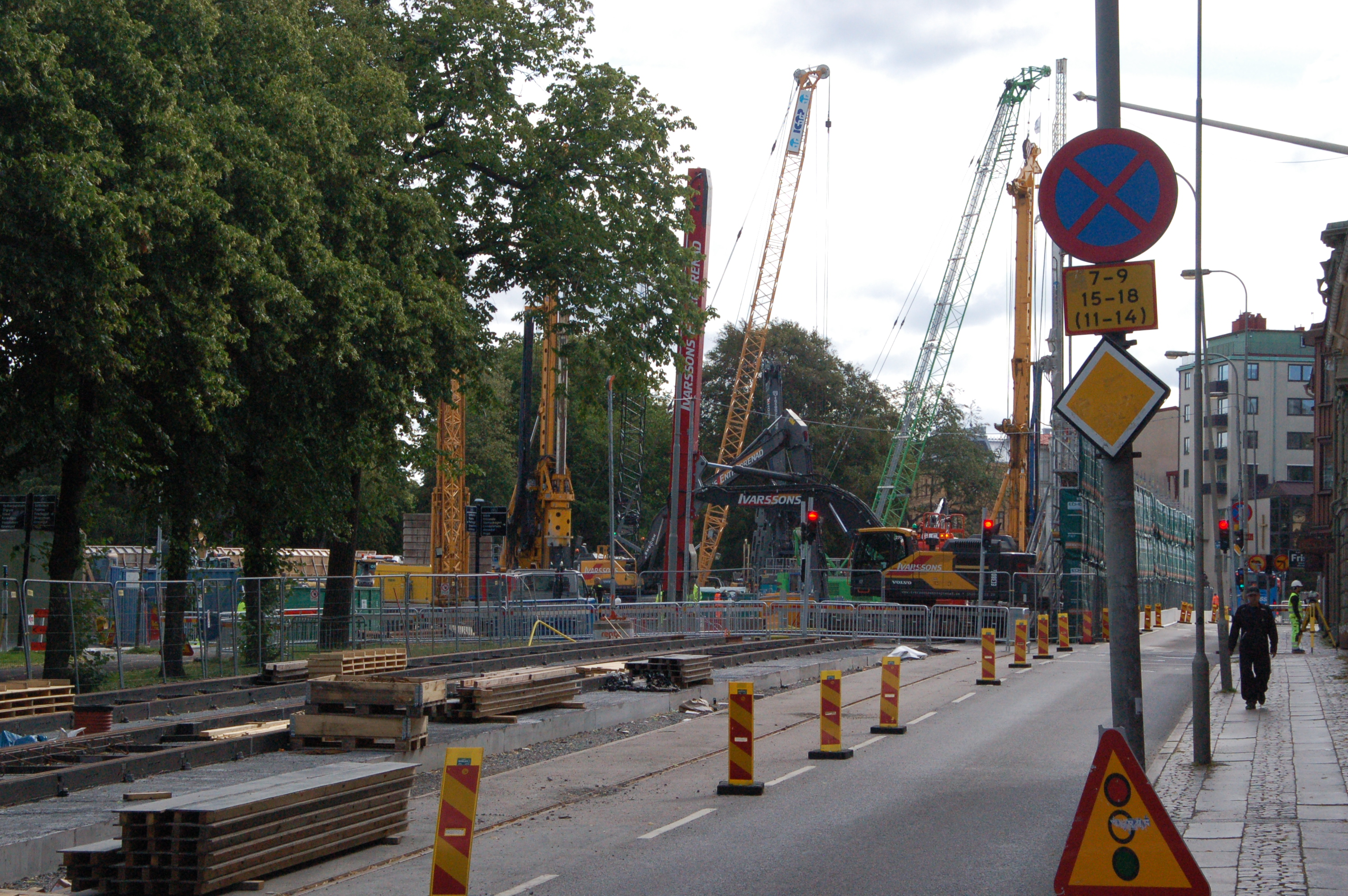
Byggnation av Haga station
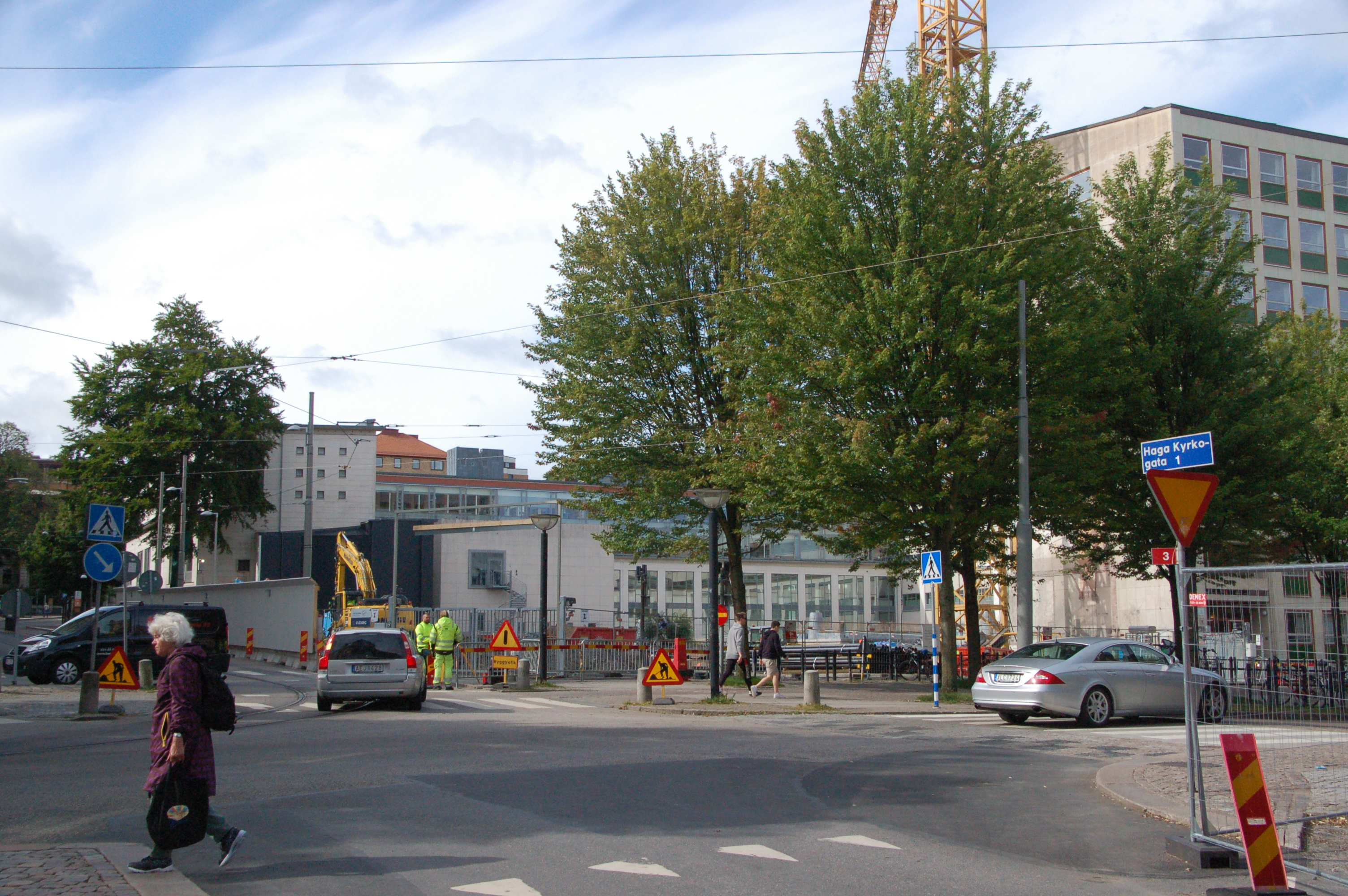
Entrén mot Handelshögskolan under byggnation
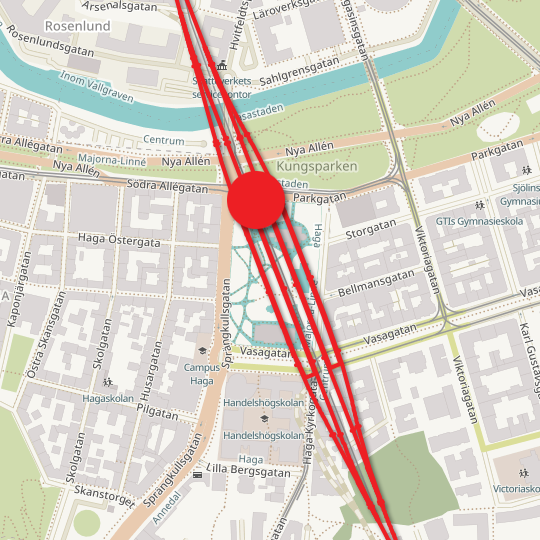
Karta över spåren
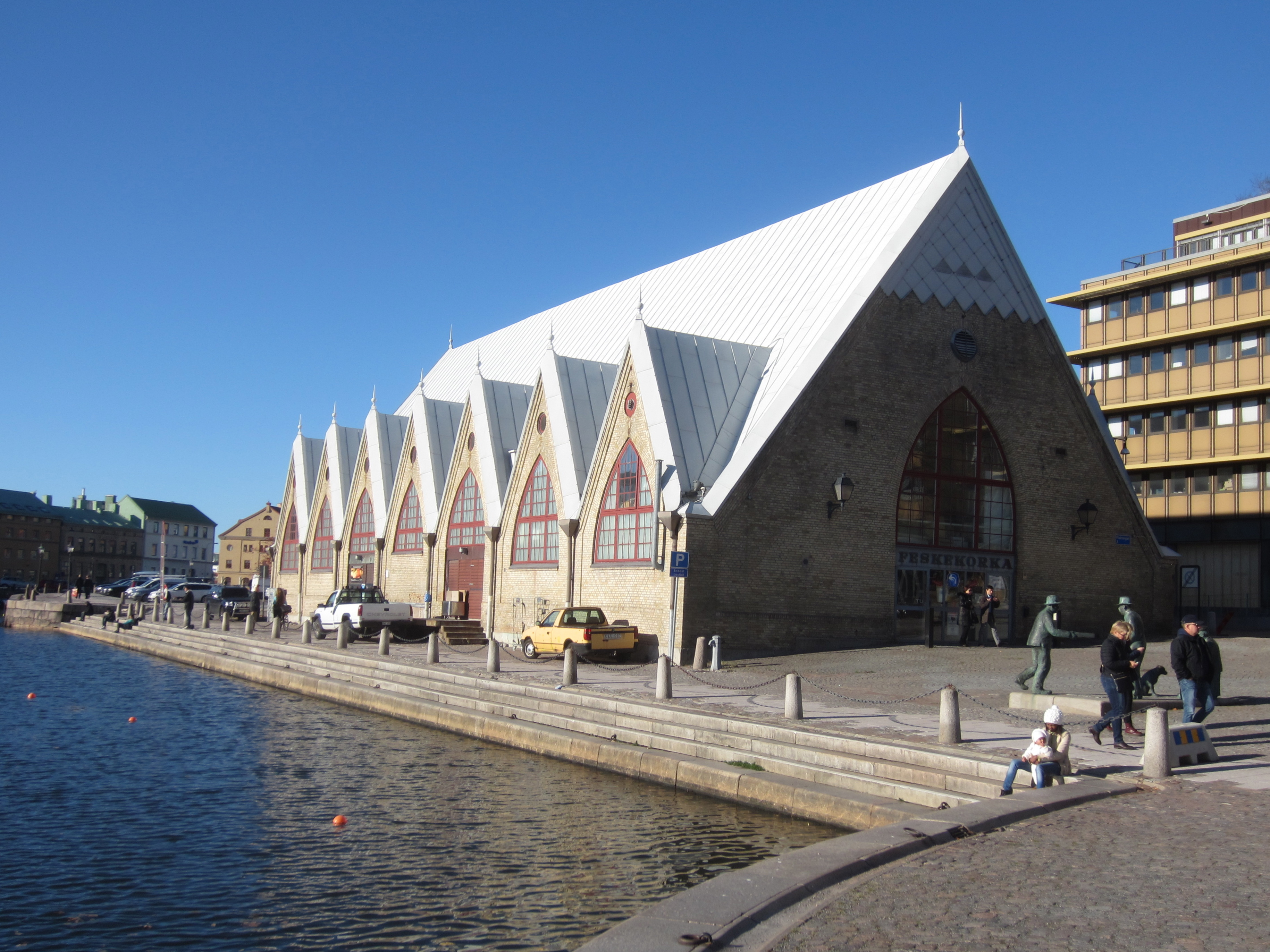
Entré mot Pustervik / Feskekörka
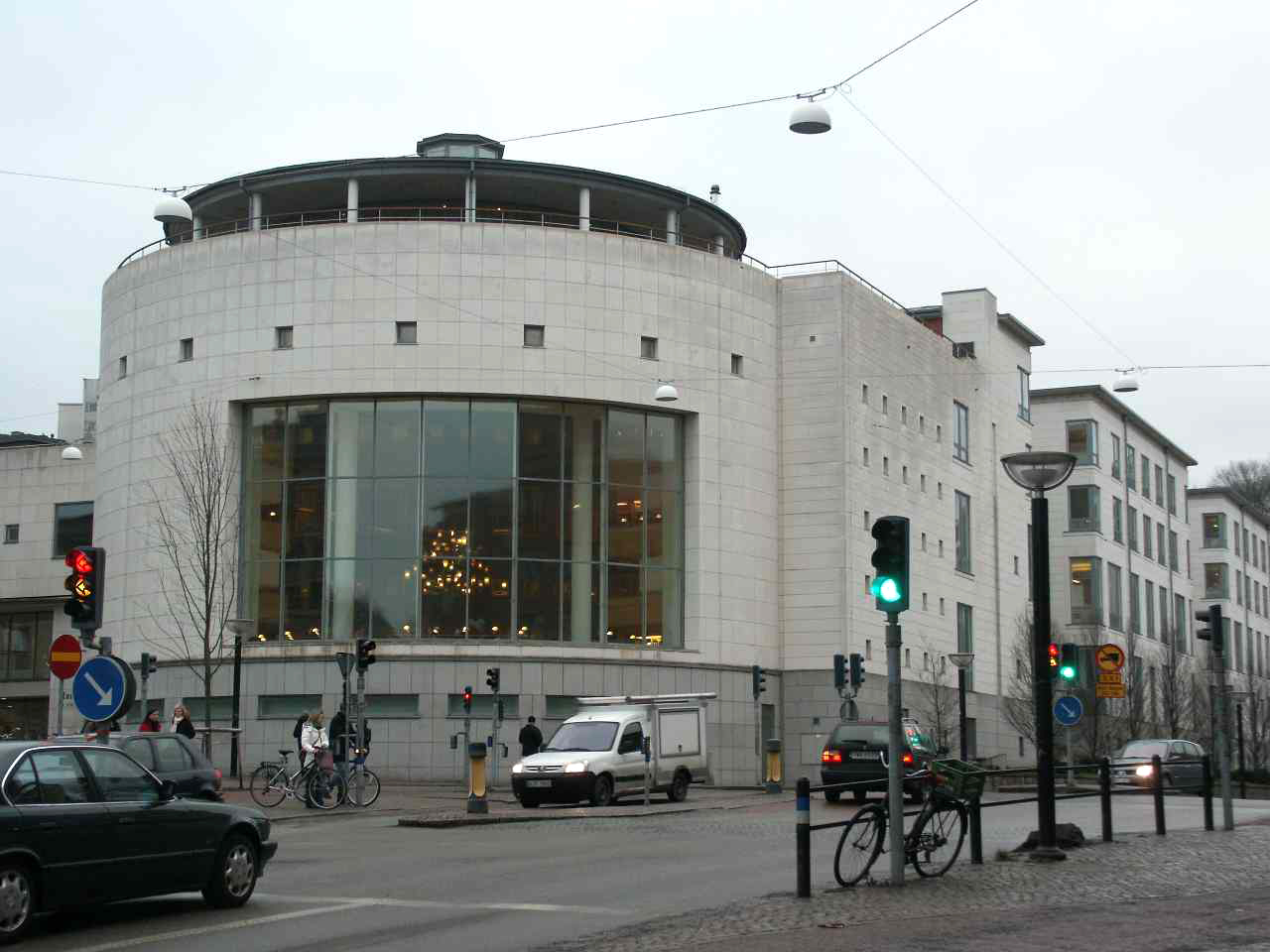
Entré mot Handelshögskolan